# Riedelsches Gut
Das Riedelsche Gut ist ein denkmalgeschützter Vierseithof im Ortsteil Eckartsberg der Gemeinde Mittelherwigsdorf im Landkreis Görlitz in Sachsen. Seit 2008 wurde in dem Anwesen durch den Heimatverein Eckartsberg e. V. das Dorfmuseum Eckartsberg eingerichtet.

## Lage
Das Riedelsche Gut befindet sich unmittelbar nördlich des Eckartsberges (299 m) und hat die Anschrift Feldstraße 7. Es ist einer der für den nördlichen Teil von Eckartsberg typischen, großzügigen Vierseithöfe, die sich mit größeren Abständen im Außenbereich in exponierter Lage linksseitig über dem Eckartsbachtal hinziehen, und ist das südlichste in der Kette von ehemals sieben Gütern. Die aus der Ortslage Eckartsberg aufsteigende Feldstraße führt durch das von Feldern umgebene Bauensemble hindurch und wendet sich dann nach Nordwesten zu den anderen Gütern. Von dem Gut bietet sich ein weiter Blick über Zittau zum Zittauer, Jeschken- und Isergebirge.

## Anlage
Den Kern des Gutes bildet der Vierseithof mit dem Wohnhaus mit Kuhstall an der Nordwestseite und dem gegenüberliegenden Ausgedingehaus; die weiteren Seitengebäude sind die Hofscheune und der Pferde- und Schweinestall. Östlich davon, abgetrennt durch die Feldstraße steht die massive Feldscheune. Südwestlich des Hofes schließt sich ein Bauerngarten mit Streuobstwiese und Pflanzenkläranlage an. Jenseits der Feldstraße liegt der von hohen Bäumen umgebene Hausteich. Die alte Hufenstruktur hat sich erhalten, da im Gegensatz zu den Tallagen des Eckartsbaches aus der Höhe zwischen dem Eckartsberg und dem Steinberg keine Häuslerbesiedlung erfolgte.

## Geschichte
Die älteste schriftliche Erwähnung des Hofes erfolgte im 16. Jahrhundert. Seit dem Anfang des 20. Jahrhunderts erfolgten keine größeren Umbauten mehr. Nachdem die Bewirtschaftung des Hofes durch die Familie Altmann um 1978 aufgegeben worden war, setzte der Verfall ein. 2006 erwarb die Landgut Eckartsberg GbR den Hof und begann, ab 2008 mit Unterstützung durch den neugegründeten Heimatverein Eckartsberg, mit der Sanierung des Ensembles. Für die Sanierung des Ausgedingehauses wurde der Heimatverein im Jahr 2009 mit dem Umgebindehauspreis der Stiftung Umgebindehaus ausgezeichnet.

## Dorfmuseum Eckartsberg
Das Museum wurde durch den Heimatverein eingerichtet, um dem Gut wieder eine Nutzung zu geben sowie alte bäuerliche Gebrauchsgegenstände vor der Vernichtung zu bewahren und zu präsentieren. Die 2009 eröffnete Ausstellung zeigt in der Scheune alte Landtechnik. Die Kammer und die Stube des Ausgedingehauses zeigen frühere Wohnverhältnisse, ein Raum im Obergeschoss wird für Wechselausstellung genutzt. Im Stallgebäude werden hauswirtschaftliche Gegenstände präsentiert. Der Verein konnte sämtliche Exponate unentgeltlich erwerben. Der sanierte Stall des Wohnstallhauses wird für Veranstaltungen und Wechselausstellungen genutzt; im ehemaligen Wohnbereich wurde ein Hofkaffee eingerichtet, das durch den Verein während der Öffnungszeiten des Museums und bei Veranstaltungen bewirtschaftet wird. Geöffnet ist das Dorfmuseum von Mai bis Dezember einmal monatlich – am letzten Sonntag.
Im Jahre 2011 wurde die Kunstausstellung „Berührt von Eckartsberg“ mit Werken der ortsansässigen Künstler Ingeborg und Fred Wehle, Elke Noßky, Herrmann Baldauf und Werner Schlieben gezeigt. 2016 wurde der Oberseifersdorfer Künstler Arno Röthig mit einer Sonderausstellung gewürdigt.